# BeNe (2021/2022)
Sezon BeNe rozgrywany jest na przełomie 2021 i 2022 roku. Jest to 7. sezon rozgrywek o Mistrzostwo Holandii i Belgii w hokeju na lodzie. W rozgrywkach weźmie udział 8 zespołów.

## Sezon zasadniczy
| Poz. | Drużyna                   | M | Pkt. | Z | ZpD | PpD | P | G+ | G- | +/- |
| ---- | ------------------------- | - | ---- | - | --- | --- | - | -- | -- | --- |
| 1    | Leuven Chiefs             | 0 | 0    | 0 | 0   | 0   | 0 | 0  | 0  | 0   |
| 2    | Heylen Vastgoed HYC       | 0 | 0    | 0 | 0   | 0   | 0 | 0  | 0  | 0   |
| 3    | Bulldogs Liège            | 0 | 0    | 0 | 0   | 0   | 0 | 0  | 0  | 0   |
| 4    | Mechelen Golden Sharks    | 0 | 0    | 0 | 0   | 0   | 0 | 0  | 0  | 0   |
| 5    | Snackpoint Eaters Limburg | 0 | 0    | 0 | 0   | 0   | 0 | 0  | 0  | 0   |
| 6    | UltimAir Hijs Hokij       | 0 | 0    | 0 | 0   | 0   | 0 | 0  | 0  | 0   |
| 7    | UNIS Flyers Heerenveen    | 0 | 0    | 0 | 0   | 0   | 0 | 0  | 0  | 0   |
| 8    | Zoetermeer Panters        | 0 | 0    | 0 | 0   | 0   | 0 | 0  | 0  | 0   |